# Luj X., kralj Francuske
Luj X. Svadljivac (Pariz, 4. listopada 1289. – Vincennes kraj Pariza, 5. lipnja 1316.) bio je kralj Navare od 1305. do 1314., kao i francuski kralj od 1314. do 1316. (dinastija Capet).
Iznenadna smrt Filipa IV. Lijepog tijekom lova 29. studenog 1314. godine donijela je krunu njegovom najstarijem sinu Luju.
Jedini važan događaj Lujeve kratke vladavine jest osuda prve žene radi preljuba 1315. godine. Na osnovu toga dolazi do izbacivanja kćeri Ivane iz prvog braka s popisa mogućih nasljednika francuske krune. Ivana će ipak nakon izumrća muške loze Capet naslijediti kraljevstvo Navare, a njeni potomci će potom postati posljednja francuska kraljevska dinastija.
U trenutku smrti Luja X. 5. lipnja 1316. godine njegova druga žena je bila trudna i kasnije je rodila nasljednika Ivana I.
| Prethodnik:                      | Kralj Francuske | Nasljednik:              |
| Filip IV. Lijepi (1285. – 1314.) | Kralj Francuske | Ivan I. Posmrtni (1316.) |